# الجرو المهاجم

الجرو المهاجم هو تميمة كأس العالم لكرة القدم 1994 الذي عقد في الولايات المتحدة.
التميمة كانت كلباً، وهو من الحيوانات المشتركة الأليفة في الولايات المتحدة، وهو يرتدي زي كرة القدم بألوان حمراء وبيضاء وزرقاء مع عبارة «الولايات المتحدة الأمريكية 94».

## مقالات ذات صلة
- تمائم كأس العالم لكرة القدم
- كأس العالم لكرة القدم 1994